# 斎藤明美
斎藤 明美（さいとう あけみ、1956年1月27日 - ）は、エッセイスト、編集者。
高知県生まれ。津田塾大学卒業。高校教師、テレビ構成作家を経て、『週刊文春』の記者を20年務める。1999年、初の小説「青々と」で日本海文学大賞奨励賞受賞。2006年フリーランスとなる。
『週刊文春』での取材が縁で晩年の松山善三・高峰秀子夫妻と密な時間を過ごし、毎日のように自宅に招かれ夕食の卓を囲む仲となった。1996年に最愛の実母を亡くし憔悴していた斎藤に手を差し伸べたのが高峰で、高峰は斎藤に対して自分を「かあちゃん」と称し、斎藤も自然とそう呼ぶようになった。2009年、松山善三・高峰秀子夫妻の養女として迎えられた。この関係から、高峰秀子に関するエッセイや編纂ものを多く刊行している。高峰の料理で特に好きだったのが卵焼きで、斎藤が初めて高峰について綴った文章のタイトルは『かあちゃんの卵焼き』（別冊太陽『女優高峰秀子』）だった。

## 著書
- 『高峰秀子の捨てられない荷物』文藝春秋 2001、文春文庫 2003、新潮文庫 2012、ちくま文庫 2017
- 『最後の日本人』清流出版 2009、新潮文庫 2013
- 『高峰秀子の流儀』新潮社 2010、ちくま文庫 2020
- 『家の履歴書 今は亡きあの人篇』キネマ旬報社 2011
- 『家の履歴書 男優・女優篇』キネマ旬報社 2011
- 『家の履歴書 文化人・芸術家篇』キネマ旬報社 2011
- 『高峰秀子との仕事 1　初めての原稿依頼』新潮社 2011
- 『高峰秀子との仕事 2　忘れられないインタビュー』新潮社 2011
  - 『高峰秀子との二十年』草思社文庫 2020。合本新編
- 『高峰秀子が愛した男』ハースト婦人画報社 2012。河出書房新社 2017。松山善三の追悼本
- 『高峰秀子の言葉』新潮社 2014。文春文庫 2023
- 『高峰秀子解体新書』PHP研究所 2015
- 『高峰秀子の引き出し』マガジンハウス 2015
- 『煙のようになって消えていきたいの　高峰秀子が遺した言葉』PHP研究所 2018
- 『女優にあるまじき高峰秀子』草思社 2018

### 編著・監修
- 『高峰秀子 自薦十三作 高峰秀子が語る自作解説』監修 キネマ旬報社 2010
- 『高峰秀子 暮しの流儀』松山善三共著 新潮社 とんぼの本 2012。ちくま文庫 2024
- 『高峰秀子 夫婦の流儀』松山善三共編 新潮社 とんぼの本 2012。ちくま文庫 2024 - 各・改訂版
- 『高峰秀子 旅の流儀』編 新潮社 とんぼの本 2013
- 『高峰秀子 かく語りき』文藝春秋 2015 - 新編対談集
- 『高峰秀子 おしゃれの流儀』編 筑摩書房 2020
- 『高峰秀子 ベスト・エッセイ』編 ちくま文庫 2022